# 天国の罠
『天国の罠』（てんごくのわな、原題:Heaven Tonight）は、チープ・トリックが1978年に発表したサード・アルバム。

## 解説
プロデューサーは前作『蒼ざめたハイウェイ』と同じくトム・ワーマンだが、バンドは前作の軽い音作りに不満を持っており、リック・ニールセンによれば、本作は「開き直って作った」とのこと。「カリフォルニア・マン」はザ・ムーヴのカヴァー。日本ではチャート順位・売り上げともに前作を上回り、本作のリリースと同時期に、バンドは初の日本公演を行う。
全米アルバム・チャートでは48位止まりだったが、後にチープ・トリックの初期の傑作の一つとして評価されるようになり、allmusic.comのレビューでは「初期のアルバム2枚の長所、ライヴ・パフォーマンス、ポップスのお約束をひっくり返す才能を集約した、バンドのキャリア初期の最高到達点」と評されている。第1弾シングル「サレンダー」は全米62位。同曲は『ローリング・ストーン』誌が2004年に選出したオールタイム・グレイテスト・ソング500で465位にランク・インして、2010年の改訂では471位となった。

## 収録曲
特記なき楽曲はリック・ニールセン作。
1. サレンダー - "Surrender" - 4:15
2. オン・トップ・オブ・ザ・ワールド - "On Top of the World" - 4:02
3. カリフォルニア・マン - "California Man" (Roy Wood) - 3:44
4. ハイ・ローラー - "High Roller" (Rick Nielsen, Tom Petersson, Robin Zander) - 3:58
5. サヨナラ・グッバイ - "Auf Wiedersehen" (R. Nielsen, T. Petersson) - 3:41
6. テイキン・ミー・バック - "Takin' Me Back" - 4:52
7. オン・ザ・レイディオ - "On the Radio" - 4:33
8. ヘヴン・トゥナイト - "Heaven Tonight" (R. Nielsen, T. Petersson) - 5:25
9. スティッフ・コンペティション - "Stiff Competition" - 3:40
10. ハウ・アー・ユー? - "How Are You?" (R. Nielsen, T. Petersson) - 4:15
11. オー・クレア - "Oh Claire" (Bun E. Carlos, R. Nielsen, T. Petersson, R. Zander) - 1:01
下記2曲は1998年リマスター盤ボーナス・トラック。
12. スティッフ・コンペティション (未発表アウトテイク) - "Stiff Competition" (Outtake) - 4:03
13. サレンダー (未発表アウトテイク)"Surrender" (Outtake) - 4:52

## カヴァー
- 「サレンダー」は、ハーレム・スキャーレム（『ビリーヴ』スペシャル・エディション盤）、ゼブラヘッド（『MFZB』日本盤ボーナス・トラック）、ヴェルヴェット・リヴォルヴァー（シングル「Fall to Pieces」に収録）等、多くのアーティストに取り上げられた。
- 「サヨナラ・グッバイ」はアンスラックスがカヴァーを録音し、アルバム『サウンド・オブ・ホワイト・ノイズ』のボーナス・トラックとして発表された。

## 参加ミュージシャン
- ロビン・ザンダー - ボーカル、リズムギター
- リック・ニールセン - リードギター、マンドセロ、バッキング・ボーカル
- トム・ピーターソン - ベース、12弦ベース、バッキング・ボーカル
- バン・E・カルロス - ドラムス

ゲスト・ミュージシャン
- Jai Winding - キーボード